# Différences entre l'espagnol et le portugais
 (mars 2017).
Si vous disposez d'ouvrages ou d'articles de référence ou si vous connaissez des sites web de qualité traitant du thème abordé ici, merci de compléter l'article en donnant les références utiles à sa vérifiabilité et en les liant à la section « Notes et références ».
 (mai 2017).
 (mai 2017).
Améliorez-le ou discutez des points à vérifier. 

Carte chronologique montrant l'évolution de l'espagnol (castillan) et du portugais (portuguese).

Bien qu'ils soient étroitement liés, jusqu'à un degré relatif d'intelligibilité mutuelle, il existe d'importantes différences entre l'espagnol et le portugais, qui peuvent être sources de difficultés pour les locuteurs d'une de ces deux langues lors de l'apprentissage de l'autre.
Les langues portugaise et espagnole sont deux des langues les plus parlées dans le monde et constituent un groupe linguistique plus large appelé langues ibéro-occidentales, qui comprennent aussi des langues ou dialectes avec moins de locuteurs, qui sont, dans une certaine mesure, mutuellement intelligibles.
Il existe des versions de chaque langue, comme le portugais brésilien, le portugais européen, l'espagnol d'Amérique (et plusieurs variantes internes), et l'espagnol andalou.

## Exemples
Les langues espagnole et portugaise partagent une grande quantité de mots qui sont écrits de manière identique ou pratiquement identique (même s'ils peuvent se prononcer de manière parfois très différente). 
La comparaison suivante entre un texte en espagnol, tiré du livre de Gramática esencial del español, par Manuel Seco, et sa traduction en portugais illustre la proximité des deux langues. Le lexique est d'une grande similitude, et l'ordre des mots ne subit que de légères modifications : 
| Texte en espagnol | Texte en portugais |
| --- | --- |
| « Pero, a pesar de esta variedad de posibilidades que la voz posee, sería muy pobre instrumento de comunicación si no contara más que con ella. La capacidad de expresión del hombre no dispondría de más medios que la de los animales. La voz, sola, es para el hombre apenas una materia informe, que para convertirse en un instrumento perfecto de comunicación debe ser sometida a un cierto tratamiento. Esa manipulación que recibe la voz son las "articulaciones". » | « Porém, apesar da variedade de possibilidades que a voz possui, seria um instrumento de comunicação muito pobre, se não contasse com mais que isso. A capacidade de expressão do homem não disporia de mais meios que a dos animais. A voz, sozinha, é para o homem apenas uma matéria informe, que para se converter num instrumento perfeito de comunicação deve ser submetida a um certo tratamento. Essa manipulação que a voz recebe são as "articulações". » |

Cependant, quelques mots communs sont très différents entre les deux langues, par exemple :
| Espagnol | Portugais          | Source                                   | Commentaires |
| -------- | ------------------ | ---------------------------------------- | --- |
| tienda   | loja (magasin)     | Latin : tenta Français : loge            | Il est apparenté, en portugais, à tenda, mais cela ne signifie pas magasin. Il est apparenté, en espagnol, à lonja, mais cela ne signifie pas magasin.                                                          |
| rodilla  | joelho (genou)     | Latin : rŏtella, genucŭlu                | Rótula, rotule, l'os du genou à la fois en espagnol et en portugais, a la même étymologie que rodilla. Le terme espagnol hinojo (genou) ou de hinojos (au genou), a la même étymologie du portugais joelho.     |
| calle    | rua (rue)          | Latin : callis, [via] ruga.              | |
| ventana  | janela (fenêtre)   | Latin : vĕntu, jānuella                  | Janela vient de Janus, le dieu des portes. |
| borrar   | apagar (supprimer) | Origine obscure : borra, latine adpācāre | Le mot borrar existe en portugais, mais il signifie salir, alors que apagar en espagnol a un autre sens (ce sens existe aussi en portugais, dans des expressions telles que apagar a luz, éteindre la lumière). |
| olvidar  | esquecer (oublier) | Latin : oblītare, excadĕscere            | Olvidar existe aussi en portugais, mais il est inhabituel ; ainsi que les termes obliterar et obliviar, de la même racine.                                                                                      |

## Cognats
Dans le cas de cognats, mots de même étymologie, on perçoit le fait de deux langues dérivées de la même famille, l'ibéro-occidentale dans la grande majorité des cas. Il y a cependant des différences de vocabulaire entre les deux langues, qui sont dérivées de plusieurs facteurs :
- Influence arabe : L'espagnol a gardé beaucoup du vocabulaire du mozarabe d'influence arabe, alors que cette influence était mineure en portugais. Ainsi, il existe de nombreux cas où le terme espagnol dérive de l'arabe, alors que le correspondant portugais dérive du latin ou celtique, comme par exemple : albañil (esp.) vs. pedreiro (port.) « maçon », alcalde (esp.) vs. presidente da câmara (Portugal) / prefeito (Brésil) « maire », alfarero (esp.) vs oleiro (port.) « potier », almojarife (esp.) vs tesoureiro (port.) « trésorier », azafata (de vuelo) contre hospedeira (de voo) (Portugal) / aeromoça (Brésil) « hôtesse de l'air », avenida, paseo (esp.) vs areal, passeio (port.) « allée », rincón (esp.) contre canto (port.) « coin ».
- L'influence d'autres langues européennes pendant le Moyen Âge et la Renaissance. Le portugais a assimilé particulièrement des mots d'origine française, tandis que l'espagnol est resté plus autonome et méditerranique.

### Voyelles
- Les diphtongues croissantes ont été développées dans la langue espagnole (diphtongaison), tandis que le portugais conserve la voyelle unique en syllabe tonique, héritée du latin, ainsi que les diphtongues décroissantes.
Ex. : miedo – medo « peur » ; siempre – sempre « toujours »; tierra – terra « terre » ; fiesta – festa « fête »; nieve – neve « neige » ; hacienda – fazenda « ferme »; nueve – nove "neuf"; bueno – bom « bon » ; cuerpo – corpo « corps » ; muerte – morte « mort » ; cuero – couro « cuir » ; puente – ponte "pont"; fuego – fogo « feu » ; barrio – bairro « quartier » ; lluvia – chuva « pluie » ; fuente – fonte « fontaine ».
- Voyelle unique de l'espagnol, ou même diphtongue croissante, correspondant en portugais à une diphtongue décroissante, assez communément.
Ex. : toro – touro « taureau »; oro – ouro « or » ; mucho – muito « très » ; leche – leite « lait » ; pecho – peito « poitrine » ; barrio – bairro « quartier » ; no – não « non » ; después – depois « après » ; moro – mouro « maure » ; bandera – bandeira « drapeau ».
- Selon les aspects signalés ci-dessus, en espagnol il y a quelques mots avec les diphtongues décroissants.
- Les formes de l'augmentatif et du diminutif du portugais, dont les suffixes sont généralement et, respectivement, ‐ão et ‐inho(a) sont équivalentes aux formes espagnoles respectivement augmentatif ‐ón/‐ión et diminutif ‐ito/‐ita.
Notes : la dérivation ‐ión/‐ón à ‐ão s'applique également à des mots avec ces désinences, même si elles ne sont pas augmentatifs. En portugais du Portugal, sont utilisés plus largement que dans le Brésil les diminutifs en ‐ito.

### Consonnes
- Quelques mots en portugais commençant par ch, ont un équivalent espagnol commencant par ll.
Ex. : llorar – chorar "pleurer"; lluvia – chuva "pluie"; llaga – chaga "plaie"; llamar – chamar "appeler"; llegar – chegar "arriver"; llave – chave "clé"; lleno – cheio "plein".
- Beaucoup de mots en portugais commençant f, ont un équivalent espagnol commençant par h, en raison de l'influence de la langue basque, qui ne connaissait pas le "f-" latin initial.
Ex. : hacer – fazer "faire"; hablar – falar "parler"; hacienda – fazenda "ferme"; harina – farinha "farine"; hermosa – formosa "belle"; hazaña – façanha "exploit"; hembra – fêmea "femelle"; herir – ferir "blesser"; humo – fumo "fumée"; hierro – ferro "fer"; higo – figo "figue"; hoja – folha "feuille"; huracán – furacão "ouragan"; hurtar – furtar "voler"; hijo – filho "fils"; hondo – fundo "fond"; hiel – fel "fiel"; huir – fugir "fuir".
- Quelques mots portugais qui commençant par z ont un équivalent espagnol commençant par c. En raison du fait qu'en espagnol les lettres c et z sont complémentaires. On utilise z devant a, o, u et c devant e et i.
Ex. : cebra – zebra "zèbre"; celador – zelador "concierge"; celo/celoso – zelo/zeloso "zèle/zélé"; cero – zero "zéro"; cerbatana – zarabatana "sarbacane".
- Plusieurs fois la lettre v du portugais correspond à b en espagnol.
Ex. : palabra - palavra "parole"; possible - possível "possible"; variable - variável "variable"; prueba - prova "preuve"; escribir - escrever "écrire"; caballo - cavalo "cheval"; árbol - árvore "arbre"
- Le digramme portugais lh correspond au j espagnol.
Ex. : trabajo - trabalho "travail"; hijo - filho "fils"; hoja - folha "feuille"; conejo - coelho "lapin"; ajo - alho "ail"; ojo - olho "œil";
- Parfois le j portugais correspond au z espagnol.
Ex. : cerveza - cerveja "bière"; cereza - cereja "cerise";
- Parfois le y espagnol correspond au j portugais.
Ex. : proyecto - projeto "projet"; coyuntura - conjuntura "conjoncture"; cónyuge - cônjuge "conjoint";
- Il n'y a presque pas de mots en espagnol qui se terminent en m, comme il n'y a presque pas en portugais de mots se terminant en n. Les mots portugais, y compris les conjugaisons des verbes se terminant en m généralement sont dérivés de mots similaires en espagnol terminés en n.
Ex. : joven – jovem "jeune"; alguien – alguém "quelqu'un"; quien – quem "qui"; bien – bem "bien"; hacen – fazem "font"; lloran – choram "pleurent".

## Écriture

### Alphabet
Les deux langues utilisent des variantes de l'alphabet latin, il y a, cependant, des différences phonétiques et même graphiques.
- Les noms des lettres sont masculins en portugais mais féminins en espagnol[1].
- En portugais, il y a les digrammes ‹ lh ›, ‹ nh › et aussi le ‹ ç › (c cédille).
- En espagnol, le ‹ ñ ›, absent de l'alphabet portugais, est considéré comme une lettre. Les digrammes ‹ ch › et ‹ ll › étaient considérés aussi, jusqu'en 1994, comme des lettres de l'alphabet, les mots commençant par les digrammes ‹ ch › et ‹ ll ›, sont triés par ordre alphabétique.
- En portugais, les voyelles a et o peuvent être accentuer d'un tilde (leão, anões) pour marquer une diphtongue nasale, toutes les voyelles peuvent avoir un accent aigu (café, também), les voyelles a, e et o peuvent avoir un circonflexe (ênfase), la voyelle a peut avoir un accent grave. Ce dernier seulement dans le crases, contractions de préposition a avec les articles a, as et les démonstratifs aquilo, aquele (a, es, as). Il y a aussi l'apostrophe qui indique l'élision d'une voyelle. Ex : « pingo d'água ».
- Les voyelles en espagnol utilisent uniquement l'accent aigu (Geografía). Le tréma est encore utilisé en espagnol, mais il ne l'est plus en portugais, sauf dans emprunts (Accord orthographique de 1990). L'apostrophe est archaïque et peu utilisée.

Il y a des lettres et des digrammes (‹ ch, j, y, s, z, v ›) dont les sons diffèrent entre le portugais et l'espagnol. Leurs différences sont expliquées ci-après.

### Fréquence des lettres
Il y a des différences entre la fréquence avec laquelle les différentes lettres apparaissent dans des textes généraux dans ces deux langues.
- Dans les textes, les voyelles correspondent, en portugais, à un pourcentage plus élevé (~50 %) qu'en espagnol (~43,5 %), même si on y inclut la lettre y.
- Dans les deux, les deux lettres les plus couramment utilisées sont les lettres a et e, mais en espagnol le e adoucit le a, contrairement à ce qui se produit en portugais.
- La lettre o est la plus couramment utilisée en portugais.
- Le l est beaucoup plus utilisé en espagnol en fonction de ll.
- En portugais, m et n ont presque la même fréquence de présence, mais en espagnol le n est bien plus utilisé et peu de mots se terminent par m, contrairement aux portugais.
- Le v est beaucoup plus utilisé en portugais.
- Le y est beaucoup plus utilisé en espagnol.
- Le f est aussi de plus en plus utilisé en portugais.
- Le h est également de moins en moins utilisé en espagnol, sur le compte du « nh » et du « lh » du portugais.
- Les voyelles « i » et « u » sont les plus fréquemment utilisées dans la langue portugaise, peut-être sur le compte du « ou » (ouro) (« o » en espagnol (oro)), et du « ei » (oliveira) (seulement « e » en espagnol (olivera))
- Le b est utilisé beaucoup plus en espagnol, pratiquement en la même fréquence du v en portugais. Voir l'explication ci-dessus.
- Le q est moins utilisé en espagnol, en raison de l'échange que l'espagnol fait en comparaison au portugais de q pour c avant du diphtongue ua, comme dans les mots tels que quando (cuando en espagnol), « lorsque ». Déjà le « uo » dans des mots comme quociente, "quotient", ont vu que « O » en espagnol (cociente)
- Il y a beaucoup de similitude entre les sept lettres (ordre décroissant) les plus utilisées dans les deux langues :
  - Portugais - a e o s r i n
  - Espagnol - e a o s r n i

En comparant dans les dictionnaires, on peut constater que, en termes de pourcentage de mots qui commencent par chaque lettre, les deux langues sont également très similaires. Dans les deux les 5 lettres qui commencent le plus de mots sont, dans l'ordre décroissant, c-a-e-p-d. Le plus commun, avec une légère variation de la séquence entre les deux langues, sont m-r-i-s-f-t-b-l. Il y a quelques-uns, mais d'importantes différences entre les deux langues dans la quantité relative de certaines lettres initiales :
- u et x indiquent plus de mots en portugais qu'en espagnol.
- h et y indiquent plus de mots en espagnol qu'en portugais[pas clair].

### Points d'interrogation et d'exclamation
En espagnol et contrairement au portugais, les phrases interrogatives et exclamatives, en plus d'avoir leur point d'interrogation ou point d'exclamation à la fin de ces phrases, ont au début de celles-ci ces mêmes points culbutés, ils sont appelés le point d'interrogation culbuté et le point d'exclamation culbuté.
- Phrase interrogative : ¿Cuántos años tienes?
- Phrase exclamative : ¡Cuidado con el perro!

### Trait d'union
Différemment de ce qui se passe en portugais, en espagnol n'est pas utilisé le trait d'union pour séparer une forme verbale d'un pronom oblique atones qui suit. Dans ce cas, se produit à la juxtaposition de ces deux éléments, formant un seul mot. Exemples :
- Portugais : sentir-se, compensá-lo, contar-lhe, explique-lhes, ir-me, fazê-lo.
- Espagnol : sentirse, compensarlo, contarle, explíqueles, irme, hacerlo.

Ne sont pas présentés ici des exemples à partir d'un mésoclise en portugais, parce que le mésoclise n'existe pas en espagnol.

## Phonologie
L'inventaire des phonèmes de l'espagnol étant moins riche que celui du portugais, il est peut-être plus difficile pour des hispanophones de comprendre le portugais parlé que l'inverse.

### Voyelles
- La phonologie du portugais a treize à quatorze voyelles phonémiques : [ä, ɐ, ɐ̃, ɛ, e, ẽ, ɨ, i, ĩ, ɔ, o, õ, u, ũ], tandis que l'espagnol n'en a que cinq : [ä, e, i, o, u].

### Consonnes
Le portugais a, au global, plus de consonnes que l'espagnol, bien que ce dernier possède des consonnes que le portugais ne connait pas.

#### Seulement en portugais
- La consonne fricative palato-alvéolaire voisée [ ʒ] du portugais /ˈlõʒɨ/ (« loin ») et /ʒakaˈrɛ/ (« alligator ») n'existe pas en espagnol, sauf pour certains locuteurs, qui prononcent la lettre ‹ y › et le digramme ‹ ll › [ ʒ].
- La consonne fricative palato-alvéolaire sourde [ʃ] du portugais - chance [ˈʃɐ̃sɨ], chuva [ˈʃuvɐ] n'existe pas en espagnol, sauf pour certains locuteurs, qui prononcent la lettre ‹ y › et le digramme ‹ ll › [ʃ].
- N'existe pas en espagnol la consonne fricative labio-dentale voisée [v] du portugais. Graphiquement, il y a, en espagnol, b et v, mais la prononciation est toujours [b ~ β] (bilabiale sonore). À l'exception de certains locuteurs chiliens.
- N'existe pas phonétiquement en espagnol, la consonne fricative alvéolaires voisée [z] du portugais - zinco [ˈzĩku], mesa [ˈmezɐ]. Graphiquement, il y a, en espagnol, s et z, mais la prononciation est normalement sourde [s] pour le s et [θ] ou [s], suivant les locuteurs,  pour le z - mesa [ˈmesa], moza [ˈmoθa].

#### Seulement en espagnol
- N'existe pas en portugais la consonne fricatives dentale sourde [θ] de l'espagnol européen (à l'exception de l'Andalousie et les iles Canaries), facilement confondu avec le [s] ou [f] ; il se prononce comme le th anglais ; On l'orthographie c devant un e ou i et z devant a, u ou o - moza [ˈmoθa], ciento [ˈθiento].
- N'existe pas en portugais le son du "j" en espagnol, semblable au /x/ arabe. Dans certains pays des Caraïbes et de l'Amérique Centrale, comme Cuba et le Vénézuéla, le son "j" est similaire au h anglais, comme dans hello.
- N'existe pas en portugais le son du "ch" espagnol, [tʃ] comme en mochila [moˈtʃila] ou choza [ˈtʃoθa], sauf en portugais brésilien, où on prononce généralement le t devant un e ou i [tʃ].
- N'existe pas en portugais le son de "y" comme une consonne fricative palatale voisée [ʝ], qui est représenté dans des mots tels que yema [ˈʝema] ou apoyo [aˈpoʝo]. Il est très fréquent que le "ll", ce qui représente une spirante latérale palatale [ʎ], comme le "lh" en portugais, soit prononcé comme le "y" (phénomène connu sous le nom "yéisme") dans presque tous les dialectes de l'espagnol : Valla (clôture) [ˈbaʝa] et Vaya (la première personne du subjonctif du verbe ir) [ˈbaʝa].
- N'existe pas en portugais la nasale vélaire [ŋ], ce qui est allophone de [n], devant une consonne vélaire (c, g, j, k, q), comme dans blanco [ˈblaŋko] ou de naranja [naˈraŋxa].
- N'existe pas en portugais brésilien les spirantes [β] spirante bilabiale, [ð] spirante dentale et [ɣ] spirante vélaire, allophones des occlusives sonores [b], [d] et [ɡ], respectivement, quand elles sont intervocaliques. En portugais européen, ces consonnes existent, comme danslava [ˈlaβa], codo [ˈkoðo] et riego [ˈrjeɣo] et angustia [aŋˈgustja].

## Contractions
La présence de contractions des prépositions a, de, em, por, avec les articles, défini ou indéfini, et les pronoms démonstratifs (isto, este (a, es, as), isso, esse (a, es, as), aquilo, aquele (a, es, as)), qui suivent les prépositions, est beaucoup plus répandue en portugais. En espagnol il y a seulement les contractions a + el = al et de + el = del.

## Formes verbales
Le montant et les caractéristiques (de temps, de manière, de la formation, de la voix) des formes verbales du portugais et de l'espagnol sont presque les mêmes, et il y a quelques petites différences comme suit :
- En espagnol, contrairement au portugais, il n'y a pas de Prétérit plus-que-parfait simple. había comido (esp.) vs. comera (port.) « j'avais mangé »
- En espagnol, contrairement au portugais, il n'y a pas d'infinitif personnel.
- En espagnol, il y a deux formes de l'imparfait du subjonctif, alors qu'il n'y en a qu'une en portugais, bien que le Prétérit plus-que-parfait simple (qui a la même origine que la deuxième forme du passé imparfait du subjonctif en espagnol) peut également être utilisé comme le l'imparfait du subjonctif.